# Peter Limbourg (Journalist)

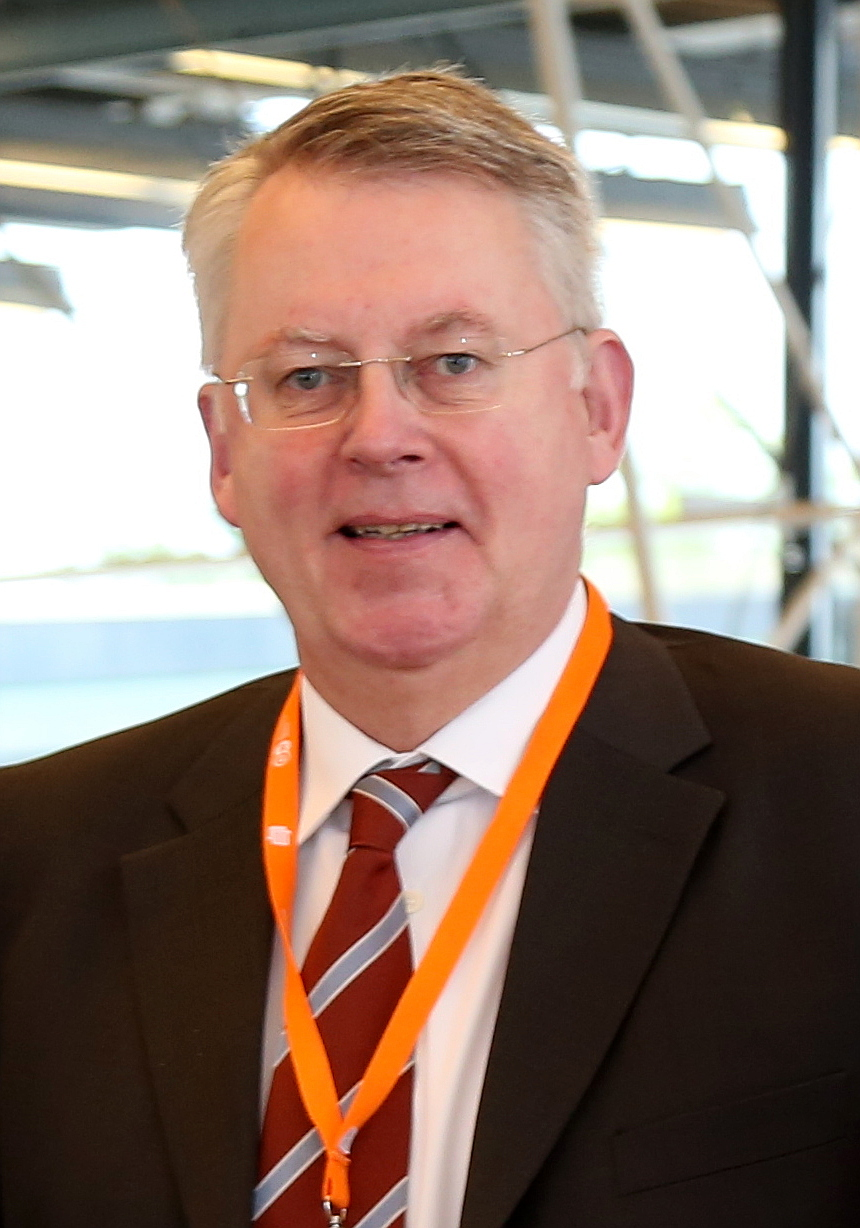
Peter Limbourg (2015)

Peter Limbourg (* 7. Juli 1960 in Bonn) ist ein deutscher Journalist, Moderator und seit 1. Oktober 2013 Intendant der Deutschen Welle.

## Leben
Peter Limbourg, Sohn des deutschen Diplomaten Peter Limbourg, wuchs in Rom, Paris, Athen und Brüssel auf. Er studierte Rechtswissenschaften in Bonn, wo er 1987 sein juristisches Staatsexamen ablegte. Er ist verheiratet und hat drei Kinder.

## Beruflicher Werdegang
Nach seinem Studium begann Limbourg in Bonn sein Volontariat bei der Deutschen Fernsehnachrichten Agentur (DFA). Dabei gelangte er über Leipzig und London nach Brüssel, wo er 1990 Europa- und NATO-Korrespondent wurde. In den folgenden Jahren berichtete er als Reporter aus dem Irak, Nordisrael und Algerien. Im Mai 1996 wurde er Studioleiter von ProSieben in Bonn. Nach der Gründung des Nachrichtensenders N24 im Jahr 1999 wurde er dort Chefredakteur und Leiter der Parlamentsredaktion. Größere Bekanntheit erlangte er im September 2002, als er zusammen mit Peter Kloeppel das erste Kanzlerduell im deutschen Fernsehen moderierte. Im Jahr 2005 erhielt er zusammen mit Stefan Raab den goldenen Prometheus für die im Rahmen der Sendung TV total ausgestrahlte Show zur Bundestagswahl 2005.
Ab dem 17. März 2008 moderierte er werktags die Sat.1 Nachrichten. Bei N24 war er bis 15. Juni 2010 Chefredakteur und Leiter der Nachrichtenredaktion. Dafür gab er seinen Posten als Leiter der Parlamentsredaktion an seinen bisherigen Stellvertreter Hans-Peter Hagemes ab.
Zur Bundestagswahl 2009 moderierte Limbourg wieder das TV-Duell, zusammen mit Maybrit Illner (ZDF), Frank Plasberg (ARD) und Peter Kloeppel (RTL). Es wurde am 13. September aus dem Studio Berlin-Adlershof gesendet. Auch Die TV total Bundestagswahl 2009 moderierte er an der Seite von Stefan Raab.
Ab dem 16. Juni 2010 war Limbourg Senior Vice President Nachrichten und politische Information der ProSiebenSat.1 Media AG.
Peter Limbourg ist ehrenamtliches Mitglied der Diözesanleitung des Malteser Hilfsdienst e. V. im Erzbistum Berlin und war von Juli 2016 bis März 2018 Vizepräsident des Malteser Hilfsdienst e. V. Er arbeitet ehrenamtlich nebenbei als Berater der publizistischen Kommission der Deutschen Bischofskonferenz.

## Filmografie

### Fernsehsendungen
| Titel                            | Sender                            | Zeitraum             | Info                                                                                              |
| -------------------------------- | --------------------------------- | -------------------- | ------------------------------------------------------------------------------------------------- |
| Bundestagswahl 2002              | RTL / Sat.1                       | September 2002       | Moderation zusammen mit Peter Kloeppel, erstes TV-Duell zwischen Bundeskanzler und Herausforderer |
| Die TV total Bundestagswahl 2005 | ProSieben                         | September 2005       | Moderation zusammen mit Stefan Raab                                                               |
| Sat.1 Nachrichten                | Sat.1                             | März 2008 – Mai 2013 | Hauptmoderator                                                                                    |
| Bundestagswahl 2009              | RTL / Sat.1 / ARD / ZDF / Phoenix | September 2009       | Moderation zusammen mit Frank Plasberg, Maybrit Illner und Peter Kloeppel                         |
| Die TV total Bundestagswahl 2009 | ProSieben                         | September 2009       | Moderation zusammen mit Stefan Raab                                                               |
| Unter Griechen                   | Sat.1                             | September 2011       |                                                                                                   |
| Absolute Mehrheit                | ProSieben                         | 2012–2013            | Moderation zusammen mit Stefan Raab                                                               |

## Sonstiges
Peter Limbourg übernahm im Jahr 2011 die Schirmherrschaft für das Medienforum Mittweida, einen von Studenten organisierten Fachkongress zur Medienbranche.

## Ehrungen
- Offizierskreuz des Phönix-Orden (Griechenland; 2015)[9]
- Ritter des Souveränen Malteserordens